# Műkorcsolya a 2014. évi téli olimpiai játékokon
A 2014. évi téli olimpiai játékokon a műkorcsolya versenyszámait az Iceberg Skating Palace-ban rendezték február 6. és 20. között. A gálára február 22-én került sor.
Összesen öt versenyszámot rendeznek ebben a sportágban, új versenyszámként a csapatverseny került be a programba. A jégtáncversenyt emiatt háromról kétnaposra rövidítették. A csapatversenyben tíz nemzet szerepelhet. Mind a négy számban – jégtánc, páros, férfi és női egyéni – egy-egy versenyző szerepel, a rövid programot követően a legjobb öt mutathatja be a kűrjét. Sérülés esetén akkor lehet cserélni, ha az adott nemzetnek a megsérült versenyzője helyett van másik, kvótával rendelkező versenyzője. Cserélni a rövid program után lehet.
Női egyéniben az orosz Agyelina Szotnyikova nyert, aki a női egyéni műkorcsolyában Oroszország első aranyérmét szerezte a téli olimpiák történetében.

## Naptár
Az időpontok moszkvai idő szerint (UTC+4) és magyar idő szerint (UTC+1) is olvashatóak. A döntők kiemelt háttérrel voltak jelölve.
| Dátum       | Helyi idő   | Magyar idő  | Versenyszám                                                                      |
| ----------- | ----------- | ----------- | -------------------------------------------------------------------------------- |
| február 6.  | 19:30–22:55 | 16:30–19:55 | csapatverseny (páros rövid program, férfi rövid program)                         |
| február 8.  | 18:30–23:00 | 15:30–20:00 | csapatverseny (jégtánc rövid program, női rövid program, páros szabad program)   |
| február 9.  | 19:00–21:55 | 16:00–18:55 | csapatverseny (férfi szabad program, jégtánc szabad program, női szabad program) |
| február 11. | 19:00–22:20 | 16:00–19:20 | páros rövid program                                                              |
| február 12. | 19:45–22:45 | 16:45–19:45 | páros szabad program                                                             |
| február 13. | 19:00–23:30 | 16:00–20:30 | férfi rövid program                                                              |
| február 14. | 19:00–23:05 | 16:00–20:05 | férfi szabad program                                                             |
| február 16. | 19:00–22:45 | 16:00–19:45 | jégtánc rövid program                                                            |
| február 17. | 19:00–22:20 | 16:00–19:20 | jégtánc szabad program                                                           |
| február 19. | 19:00–23:30 | 16:00–20:30 | női rövid program                                                                |
| február 20. | 19:00–22:55 | 16:00–18:55 | női szabad program                                                               |
| február 22. | 20:30–23:00 | 17:30–20:00 | gála                                                                             |

## Éremtáblázat
(A rendező nemzet csapata eltérő háttérszínnel, az egyes számoszlopok legmagasabb értéke, vagy értékei vastagítással kiemelve.)
| A 2014. évi téli olimpiai játékok éremtáblázata műkorcsolyában | A 2014. évi téli olimpiai játékok éremtáblázata műkorcsolyában | A 2014. évi téli olimpiai játékok éremtáblázata műkorcsolyában | A 2014. évi téli olimpiai játékok éremtáblázata műkorcsolyában | A 2014. évi téli olimpiai játékok éremtáblázata műkorcsolyában | Olimpia  |
| -------------------------------------------------------------- | -------------------------------------------------------------- | -------------------------------------------------------------- | -------------------------------------------------------------- | -------------------------------------------------------------- | -------- |
|                                                                | Ország                                                         | Arany                                                          | Ezüst                                                          | Bronz                                                          | Összesen |
| 1.                                                             | Oroszország (RUS)                                              | 3                                                              | 1                                                              | 1                                                              | 5        |
| 2.                                                             | Egyesült Államok (USA)                                         | 1                                                              | 0                                                              | 1                                                              | 2        |
| 3.                                                             | Japán (JPN)                                                    | 1                                                              | 0                                                              | 0                                                              | 1        |
|                                                                |                                                                |                                                                |                                                                |                                                                |          |
| 4.                                                             | Kanada (CAN)                                                   | 0                                                              | 3                                                              | 0                                                              | 3        |
| 5.                                                             | Dél-Korea (KOR)                                                | 0                                                              | 1                                                              | 0                                                              | 1        |
|                                                                |                                                                |                                                                |                                                                |                                                                |          |
| 6.                                                             | Kazahsztán (KAZ)                                               | 0                                                              | 0                                                              | 1                                                              | 1        |
| 6.                                                             | Németország (GER)                                              | 0                                                              | 0                                                              | 1                                                              | 1        |
| 6.                                                             | Olaszország (ITA)                                              | 0                                                              | 0                                                              | 1                                                              | 1        |
|                                                                |                                                                |                                                                |                                                                |                                                                |          |
| Összesen                                                       | Összesen                                                       | 5                                                              | 5                                                              | 5                                                              | 15       |

## Érmesek
| A 2014. évi téli olimpiai játékok érmesei műkorcsolyában | |        | |        | |        |
| Versenyszám                                              | Arany | Arany  | Ezüst | Ezüst  | Bronz | Bronz  |
| Férfi                                                    | Hanjú Juzuru · Japán (JPN) | 280,09 | Patrick Chan · Kanada (CAN) | 275,62 | Gyenyisz Tyen · Kazahsztán (KAZ) | 255,10 |
| Női                                                      | Agyelina Szotnyikova · Oroszország (RUS) | 224,59 | Kim Jona · Dél-Korea (KOR) | 219,11 | Carolina Kostner · Olaszország (ITA) | 216,73 |
| Páros                                                    | Oroszország (RUS) · Tatyjana Voloszozsar · Makszim Tranykov | 236,86 | Oroszország (RUS) · Kszenyija Sztolbova · Fjodor Klimov | 218,68 | Németország (GER) · Aljona Savchenko · Robin Szolkowy                                                                                               | 215,78 |
| Jégtánc                                                  | Egyesült Államok (USA) · Meryl Davis · Charlie White | 195,52 | Kanada (CAN) · Tessa Virtue · Scott Moir | 190,99 | Oroszország (RUS) · Jelena Iljinih · Nyikita Kacalapov                                                                                              | 183,48 |
| Csapatverseny                                            | Oroszország (RUS) · Jevgenyij Pljuscsenko · Julija Lipnyickaja · Kszenyija Sztolbova / Fjodor Klimov · Jelena Iljinih / Nyikita Kacalapov · Tatyjana Voloszozsar / Makszim Tranykov · Jekatyerina Bobrova / Dmitrij Szolovjev | 75     | Kanada (CAN) · Kevin Reynolds · Kaetlyn Osmond · Tessa Virtue / Scott Moir · Kirsten Moore-Towers / Dylan Moscovitch · Patrick Chan · Meagan Duhamel / Eric Radford | 65     | Egyesült Államok (USA) · Jason Brown · Gracie Gold · Marissa Castelli / Simon Shnapir · Meryl Davis / Charlie White · Jeremy Abbott · Ashley Wagner | 60     |